# Gérard Lanvin

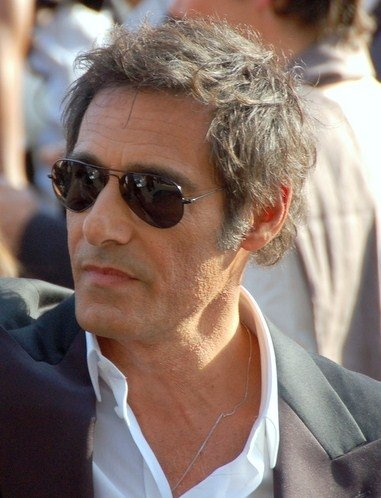
Gérard Lanvin te Cannes in 2008

Gérard Lanvin (Boulogne-Billancourt, 21 juni 1950) is een Frans acteur.
In 1982 was hij de laureaat van de Prix Jean-Gabin voor zijn rol in Une étrange affaire, in 1995 ontving hij de César voor beste acteur voor zijn rol in Le fils préféré. In 2001 kreeg hij een tweede César voor beste mannelijke bijrol voor zijn rol in Le Goût des autres.

## Selectie filmrollen
- 1976: L'Aile ou la Cuisse van Claude Zidi als vriend uit het circus
- 1977: Vous n'aurez pas l'Alsace et la Lorraine van Coluche als de witte ridder
- 1979: Bête mais discipliné van Claude Zidi als Jan Soldaat
- 1980: Une semaine de vacances van Bertrand Tavernier als Pierre
- 1981: Est-ce bien raisonnable? van Georges Lautner als Gérard Louvier
- 1981: Le Choix des armes van Alain Corneau als Sarlat
- 1981: Une étrange affaire van Pierre Granier-Deferre als Louis Coline
- 1983: Le Prix du danger van Yves Boisset als François Jacquemard
- 1984: Ronde de nuit van Jean-Claude Missiaen als Gu Arenas
- 1984: Marche à l'ombre van Michel Blanc als François
- 1985: Les Spécialistes van Patrice Leconte als Stéphane Carella
- 1985: Moi vouloir toi van Patrick Dewolf als Patrick Montanet
- 1986: Les Frères Pétard van Hervé Palud als Manu
- 1989: Mes meilleurs copains van Jean-Marie Poiré als Richard Chappoteaux
- 1990: Il y a des jours... et des lunes van Claude Lelouch als 'Gérard, de vrachtwagenchauffeur'
- 1992: La Belle Histoire van Claude Lelouch als Jésus le gitan
- 1994: Le fils préféré van Nicole Garcia als Jean-Paul Mantegna
- 1996: Mon homme van Bertrand Blier als Jeannot
- 1998: La Femme du cosmonaute van Jacques Monnet als Jean-Paul Gardène
- 2000: Passionnément van Bruno Nuytten als Bernard Lartigue
- 2000: Le Goût des autres van Agnès Jaoui als Franck Moreno
- 2002: Le Boulet van Alain Berbérian et Frédéric Forestier als Gérard Moltès
- 2002: 3 zéros van Fabien Onteniente als Alain Colonna
- 2003: À la petite semaine van Sam Karmann als Jacques
- 2005: Les Enfants van Christian Vincent als Pierre Esteban
- 2005: Les Parrains van Frédéric Forestier als Serge
- 2008: Secret défense van Philippe Haïm als Alex
- 2008: L'Ennemi public nº 1 van Jean-François Richet als Charlie Bauer
- 2009: Envoyés très spéciaux van Frédéric Auburtin als Frank Bonneville
- 2010: À bout portant van Fred Cavayé als Commandant Patrick Werner
- 2011: Le fils à Jo van Philippe Guillard als Jo Canavero
- 2011: Les Lyonnais van Olivier Marchal als Momon Vidal
- 2013 : Amitiés sincères van François Prévôt-Leygonie et Stéphan Archinard als Walter
- 2013 : Angélique van Ariel Zeitoun als Joffrey de Peyrac
- 2014 : 96 heures van Frédéric Schoendoerffer als Carré
- 2014 : Colt 45 van Fabrice Du Welz als Christian Chavez
- 2014 : Bon rétablissement ! van Jean Becker
- 2015 : Premiers crus van Jérôme Le Maire als François Maréchal
- 2015 : Pension complète van Florent-Emilio Siri als Alex
- 2020 : Papi Sitter van Philippe Guillard als André Morales
- 2020 : Bronx van Olivier Marchal als Paul Maranzano
- 2021 : Envole-moi van Christophe Barratier als dokter Reinhard

- 2022 - J'adore ce que vous faites van Philippe Guillard

- Bibsys: 6098576
- Bibliothèque nationale de France: cb138963363 (data)
- Gemeinsame Normdatei: 14373489X
- International Standard Name Identifier: 0000 0001 2141 9642
- Library of Congress Control Number: no2001076896
- MusicBrainz: e3237801-220b-42c0-bf89-3ff86f6ec9f9
- Nationale Bibliotheek van Tsjechië: pna2008482431
- Nationale bibliotheek van Australië: 42442157
- Nationale Bibliotheek van Israël: 987007327503205171
- Nederlandse Thesaurus van Auteursnamen: 072476168
- Réseau des bibliothèques de Suisse occidentale: 02-A003495817
- Système universitaire de documentation: 059210028
- Virtual International Authority File: 85143388
- WorldCat: E39PBJrKMTryhGChBdjpJPjwG3